# Palazzo della Camera di Commercio (Parma)

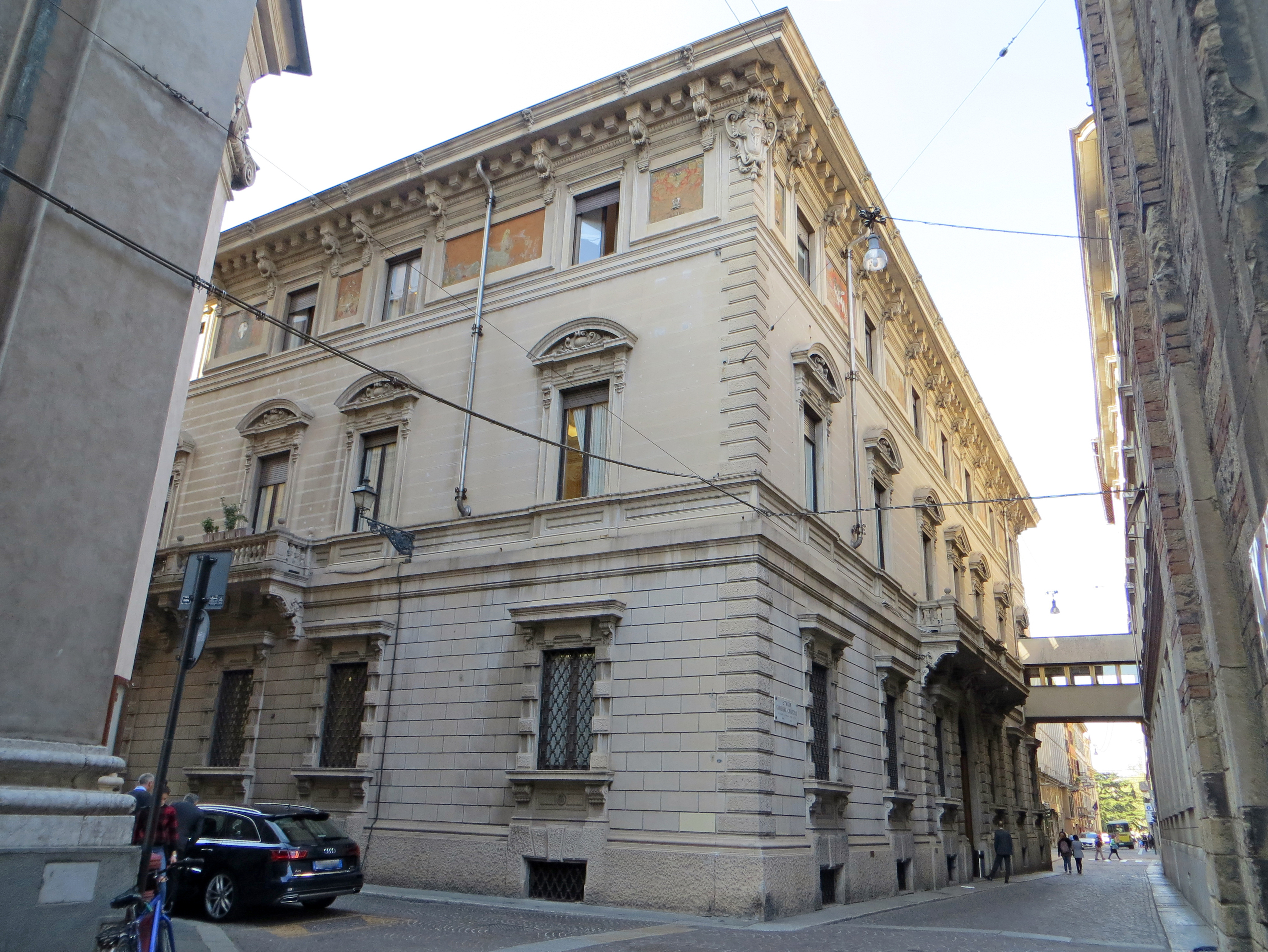
Ehemaliger Palazzo della Camera di Commercio in Parma

Der ehemalige Palazzo della Camera di Commercio, heute Teil des Palazzo della Cassa di Risparmio, ist ein Palast in den Stilen der Neurenaissance und des Jugendstils aus dem 20. Jahrhundert im historischen Zentrum von Parma in der italienischen Region Emilia-Romagna. Er liegt in der Strada Cavestro 3 an der Ecke zur Strada dell’Università, gegenüber der Kirche San Rocco. Er ist Teil der Hauptverwaltung der Sparkasse Parma und mit dem Hauptgebäude des Palazzo della Cassa di Risparmio über einen Übergang verbunden.

## Geschichte
Der Palast, in dem früher eine weiterführende Schule untergebracht war, wurde 1923 von der Handelskammer Parma übernommen und vollständig auf sein heutiges Aussehen umgebaut. Mit dem Projekt wurde der Bauingenieur Alfredo Provinciali betraut, der sich der Zusammenarbeit mit dem Architekten Ennio Mora und dem Bauingenieur Aurelio Cortesi bediente. Die Arbeiten, die auch die Abdeckung des damals überdachten Innenhofes umfassten, wurden 1925 abgeschlossen.
1965 leitete die Handelskammer, die größere Räumlichkeiten benötigten, den Bau eines neuen Gebäudes in der Via Verdi ein und verkaufte das alte Gebäude an die Sparkasse Parma, die ihrerseits auf der Suche nach weiteren Räumlichkeiten war, um die Büros ihrer Zentralverwaltung und ihres Präsidenten dort unterzubringen. Die neue Eigentümerin ließ eine Reihe von Umbauarbeiten im Inneren zur Anpassung an die neuen Bedürfnisse durchführen und gleichzeitig den neuen Übergang zum Hauptgebäude errichten, der die schmale Strada Cavestro quert.

## Beschreibung
Der Palast hat einen quadratischen Grundriss und ist um einen überdachten Innenhof herum errichtet.
Die Fassaden im Stil der Neurenaissance sind durch einen bemerkenswerten dekorativen Reichtum gekennzeichnet; jedes einzelne Element sticht hervor, von der Verkleidung in Bossenwerk über die eleganten Balkone und die Rahmen mit Tympana der großen Fenster bis zu den raffinierten Geländern und kunstvollen Konsolen des Gesimses. Von besonderem Wert ist der oberste Teil der Fassaden, der mit Fresken versehen ist, die die Allegorie des Handels zeigen und von Paolo Baratta geschaffen wurden, der mit Aldo Antonelli, Giovanni Fabbi und weiteren Malern aus Parma zusammenarbeitete.
Die Innenräume stechen durch ebenso reiche Dekorationen heraus.

### De-Strobel-Saal
Der Raum, der heute als Konferenzsaal der Sparkasse dient, wurde ab 1924 als Ratssaal der Handelskammer geschaffen und dessen Ausschmückung dem Maler Daniele de Strobel und dem Bühnenbildner Giuseppe Carmignani anvertraut.
Die Wände sind über der geschnitzten Holzvertäfelung mit einer Reihe von Paneelen, die De Strobel mit Ölfarben bemalt und an die Wände geklebt hat, verziert. Die Gemälde, die in Darstellungen von Kränzen, falschen Bildwirkereien und Amphoren, gemalt von Carmignani, gerahmt sind, stellen Szenen aus der landwirtschaftlichen und Lebensmittelwirtschaft in ihren ganzen Produktionszyklen dar.
Auf der rechten Seite ist der Transport der Milch abgebildet: Ein Bauer mit zwei Kühen, dahinter ein paar Arbeiter mit Milcheimern und auf den Hügeln im Hintergrund ein Bauernhaus mit Käserei.
Zwischen den Fenstern auf der linken Seite ist in vier Teilen die Tomatenernte dargestellt: Auf dem ersten Bild zwei Pferde mit einem Korb Tomaten und im Hintergrund eine Konservierungsanlage, auf dem zweiten Bild drei Siedler beim Transport von Tomaten und auf den beiden letzten Bildern zwei weitere Bäuerinnen bei der Tomatenernte.
Zwischen den beiden Türen auf der Eingangsseite sieht man im Inneren eines großen Ovals die Allegorie des Handels: Vor einigen Segelschiffen erkennt man eine Marmorstatue von Merkur, dem Gott des Handels.
An der verbleibenden Wand, die hinter einer zeitgenössischen, von Gaetano Castaldi geschnitzten Holztheke liegt, ist im Inneren eines großen Ovals ein Reiterbild des Königs Viktor Emanuel III. zu sehen. Dieses Bild wurde 1944 entfernt, aber einige Jahre nach dem Kauf des Palastes durch die Sparkasse Parma wieder angebracht.
Die Decke schließlich ist mit einer Reihe von Stuckarbeiten verziert, die einige Hell-Dunkel-Fresken umgeben.